# Timnath-heres
 (mai 2017).
Si vous disposez d'ouvrages ou d'articles de référence ou si vous connaissez des sites web de qualité traitant du thème abordé ici, merci de compléter l'article en donnant les références utiles à sa vérifiabilité et en les liant à la section « Notes et références ».
Pour les articles homonymes, voir Timnath (homonymie).

Lieu supposé de la tombe de Caleb à Timnath-heres.

Timnath-heres ou Timnath-serah était la ville donnée à Josué dans la Bible hébraïque, ainsi que le lieu supposé de la tombe de Caleb.

## Localisation
Plusieurs villages sont envisagés pour la localisation de Timnath-heres : Kifl Hares, Khirbet Tibnah, Deir Nidham ou Nabi Salih,.